# Утёнок (остров)
Утёнок — остров архипелага Северная Земля. Административно относится к Таймырскому Долгано-Ненецкому району Красноярского края.

## Расположение
Находится в Карском море в западной части островов Демьяна Бедного, на расстоянии немногим более 10 километров к северо-западу от острова Комсомолец. К северу от острова Утёнок лежат острова Северный и Червяк, на расстоянии 1,2 и 0,8 километра соответственно. Острова соединены между собой песчаной отмелью. В 1,7 километрах к юго-востоку расположен остров Ракета.

## Описание
Имеет форму положенной на бок восьмёрки длиной около 950 метров, с узкой средней частью. На острове находятся две возвышенности, в западной и восточной частях. Высота западной — 13 метров, это наивысшая точка островов Демьяна Бедного. К северу и к югу — песчаная отмель. Название острова связано с его формой, похожей на стилизованного утёнка с «головой» — западной частью острова и «телом» — восточной.

## Топографические карты
- Лист карты U-46-XXVIII,XXIX,XXX м. Молотова (Северная Земля). Масштаб: 1 : 200 000. Состояние местности на 1956 год.